# Бојни отрови
Бојни отрови (скраћено БОт) су врста хемијског оружја састављеног од отровних једињења намијењених за убијање, онеспособљавање или контаминацију људи, животиња и биљака.

## Историја
У старом вијеку се врхови стрела потапају у природне отрове биљака као што су једић, буника, морски лук, или у змијски отров или екстракте лешева. Од умјетних (вештачких) отрова се користе спојеви живе, арсена, димови од сумпора, перја, папака, коже.
За вријеме кримског рата 1853–1856. британски адмирал Томас Дандоналд предлаже напад на руска утврђења таласима сумпороксида, али је приједлог одбијен. Крајем 19. вијека са развојем хемијске индустрије постаје јасна опасност од БОт, па је хашком конвенцијом из 1899. забрањена њихова употреба.

### Први свјетски рат
Први конвенцију крше Нијемци, 27. октобра 1914. код Нев Шапела користећи 3.000 граната 105 мм пуњених кијавцем дианизидинхлорсулфонатом. 31. јануара 1915. користе сузавац ксилилбромид против Руса, а у марту против Француза. Успјех је био незнатан, дијелом због неповољног времена.
У априлу 1915. Нијемци покушавају да прекину застој у ратовању са масовном употребом загушљивца хлора. Пуштен је 22. априла у Белгији на фронту ширине 6 км из 6.000 челичних боца. Овим отровним таласом је отровано 15.000 Француза, 5000 смртно. Нијемци су били изненађени резултатом, па нису искористили рупу у поретку противника. Овај напад се сматра почетком модерног хемијског рата.
Силе Антанте су одговориле касније, због неразвијености хемијске индустрије. Британци нападају хлором 25. септембра 1915, а Французи почетком 1916. Противхемијска одбрана доводи брзо до гас-маски, а тежње напада ка развоју отрова који би је пробили.
Нови отрови се брзо појављују. Французи 21. фебруара 1916. нападају загушљивцем фозгеном, Нијемци 19. маја 1916. дифозгеном, Британци у јуну смјешом хлора, фозгена и сумпороводоника, крајем 1916. Руси хлорпикрином. Врло значајан је био дуготрајни пликавац иперит, који је употријебљен код Ипра 12/13. јула 1917. по први пут, од стране Нијемаца. Био је постојан на земљишту а за заштиту је било потребно и заштитно одијело, јер је иперит нападао и кожу. Губици Антанте од бојних отрова до краја рата се имају приписати ипериту за преко 85% случајева, иако је количински кориштен мање него други БОт.
У САД је развијен луизит и метилдихлорарсин, али нису употријебљени. Од укупног броја жртава на фронту у Првом свјетском рату, око 5% је било од БОт.

### Између Првог и Другог свјетског рата
Примјена је поновно забрањена конвенцијама из 1922. и 1925. али је развој а понегдје и примјена настављена. У нападу на Етиопију 1936-1937. Италијани иперитом поливају цивилна насеља. Јапанци користе БОт у Кини. Нијемци проналазе нервне БОт: сарин и табун. Због развоја авијације свуда се предузимају мјере за заштиту становништва од дјеловања БОт.

### Други свјетски рат
До масовне употребе БОт није дошло, због страха зараћених страна од репресалија противника. Само Нијемци 1942. на Керчу их користе, али послије пријетње савезника одустају од даље употребе. Развој је убрзан, откривају се нове врсте БОт, као нервни соман, пликавац љепљиви иперит, диизопропоксифосфорилфлуорид (ДЕП, ПФ-3). На Нирнбершком и Хабаровском процесу је утврђено да су и Нијемци и Јапанци вршили опите БОт на заробљеницима.

### Послије Другог свјетског рата
Истраживања су настављена, а негдје и производња. САД праве нервни БОт VX од 1961. У Вијетнамском рату САД користе БЗ отрове за онеспособљавање и надраживање. По неким подацима 146000 особа је отровано само 1965. године у Вијетнаму овим БОт. Користе се и отрови за затровање бунара, извора воде итд. Фито-токсичним БОт уништавају 700.000 хектара шуме само у 1965.

## Особине
Особине се дијеле на тактичко-техничке, физичке, и хемијске.
Тактичко-техничке су захтјеви за
- стабилност,
- висока отровност,
- паре теже од ваздуха,
- цена,
- тешко откривање,
- отпорност на промјене времена итд.

Физичке су:
- агрегатно стање,
- боја,
- мирис,
- тачка топљења,
- тачка кључања,
- напон паре,
- испарљивост,
- специфична тежина,
- тачка запаљивости,
- растворљивост итд.

Хемијске су:
- способност реаговања с другим материјама,
- стабилност и тако даље.

## Биолошко дејство
При уласку у организам БОт се везују за структуре бјеланчевина и врше ремећење њиховог физиолошко-биохемијског дејства (биохемијска лезија). Неке тек посредством тјелесних фермената постају отровна једињења (летална синтеза) - ово је уочено код нервних БОт.
По начину дјеловања БОт могу имати пролазна и непролазна дејства. Нервни бојни отрови узрокују и кумулативно дејство. Средства за неутрализацију БОт у тијелу зову се антидоти.
Ефекти су различити зависно од врсте БОт. Нервни БОт имају благе или непримјетне реактивне појаве. Пликавци имају видљиве реактивне појаве, а затим наступа смрт ћелија. Кијавци и сузавци узрокују кијање, кашљање и сузење.
Доња граница надраживања је минимална концентрација БОт за изазивање дејства на организам. Отровност БОт се изражава смртоносном дозом.

## Подјела
Постоје разне подјеле, по физиолошком дејству обично се дијеле на
- загушљивце,
- пликавце,
- надражљивце,
- крвне,
- нервне,
- психохемијске и
- радиоактивне.

По трајању дјеловања су
- краткотрајни, чије је дјеловање 10-15 минута, и
- дуготрајни: 15 минута до неколико сати, дана па и мјесеци.

По јачини токсичког дјеловања су:
- уништавајући (нервни, загушљиви и опште отровни),
- онеспособљавајући (пликавци, сузавци, надражљивци, кијавци), и
- узнемиравајући (надражљивци, кијавци, психохемијски).